# Mount Rubidoux
Der Mount Rubidoux ist ein Berg innerhalb der Stadtgrenzen der kalifornischen Stadt Riverside in den USA. Er stellt ein Wahrzeichen Riversides dar und war früher ein beliebtes Reiseziel für Touristen. Heute wird der Mount Rubidoux als Stadtpark genutzt. Bekannt ist er vor allem für den Easter Sunrise Service, den ältesten Outdoorgottesdienst am Ostermorgen in den Vereinigten Staaten. Auf dem Berg wurden viele Denkmäler und Gedenkmarkierungen errichtet, darunter das berühmte Kreuz auf dem Gipfel, das Junípero Serra gewidmet ist.

## Geografie
Der Mount Rubidoux gehört zum Stadtgebiet von Riverside. An seinem Fuß fließt der Santa Ana River, der Riverside von Jurupa Valley trennt. Der Berg ist Teil der San Bernardino Mountains und hat eine Höhe von 405 m.

## Geschichte
Zahlreiche Geschichtsschreiber aus Riverside sind sich einig, dass der ursprüngliche Name des Mount Rubidoux Pachappa war. Möglicherweise übertrug einer der ersten Besitzer der Rancho Jurupa den Namen auf eine andere, kleinere Erhebung, um so das Gebiet der Rancho zu vergrößern. Sollte diese Annahme stimmen, hätte sich die Fläche der Rancho Jurupa durch diese Maßnahme deutlich vergrößert und den ganzen Bereich der heutigen Innenstadt von Riverside bedeckt. Eine andere Möglichkeit ist, dass die US-amerikanische Regierung die beiden Erhebungen umbenannte, um so alte Landzuteilungen wiederherzustellen.
Seinen heutigen Namen verdankt der Mount Rubidoux dem europäischen Siedler Louis Rubidoux, der Benjamin Davis Wilson, dem zweiten gewählten Bürgermeister von Los Angeles, einen Teil der Rancho Jurupa aufkaufte und ihn Rancho Rubidoux nannte.

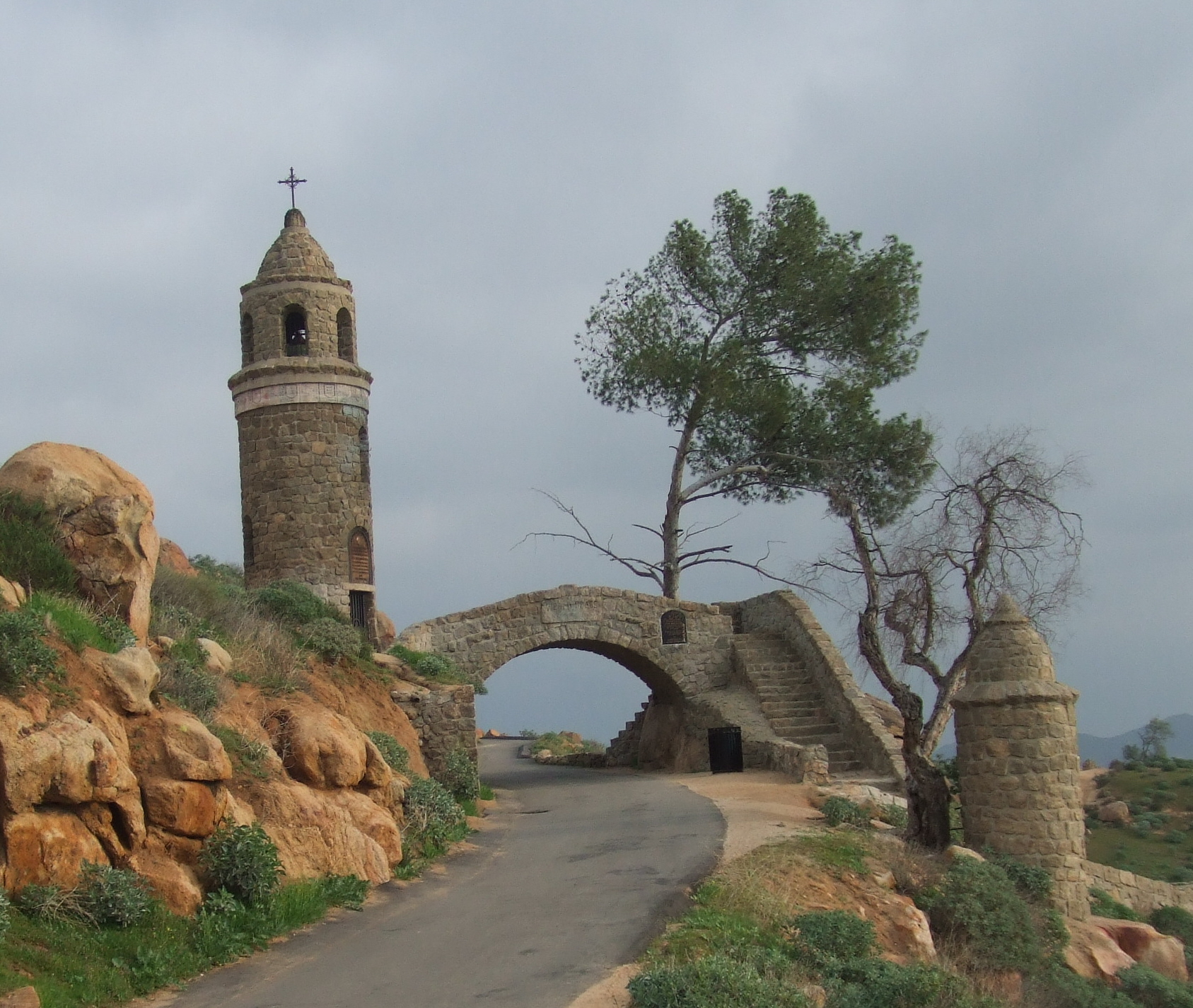
World Peace Bridge auf dem Mount Rubidoux

1906 bildeten die Geschäftsleute Frank Augustus Miller, Besitzer des Mission Inn, Henry E. Huntington und Charles M. Loring gemeinsam die Huntington Park Association und kauften das Land mit der Absicht, eine Straße auf den Gipfel zu bauen und den Berg in einen Park umzugestalten, der Riverside zugutekommen sollte. der so entstandene Huntington Park wurde später in Frank A. Miller Mount Rubidoux Memorial Park umbenannt, nachdem dessen Erben der Stadt 1955 das Gebiet zur Verfügung stellten. Am 13. Dezember 1925 wurde das Friedensmahnmal Testimonial Peace Tower auf dem Berg Frank Augustus Miller gewidmet. Die Brücke daneben ist der Brücke von Alcántara in Spanien nachempfunden.
Zahlreiche Verbesserungen, darunter auch die neue Straße, wurden im Februar 1907 fertiggestellt. Das erste Denkmal auf dem Mount Rubidoux war ein Kreuz, das am 26. April 1907 zum Gedenken des Franziskaner und Gründer von San Francisco, Junípero Serra, errichtet wurde, in Erinnerung an seine Reisen durch das Tal und die Aufenthalte bei der Rancho Jurupa.
Der Mount Rubidoux ist als Riverside City Landmark Nr. 26 bei der Stadt gelistet.

### Easter Sunrise Service
Im April 1909 war Jacob August Riis, ein Freund von US-Präsident Theodore Roosevelt in Riverside zu Besuch und schlug vor, am Gipfel des Mount Rubidoux einen Gottesdienst am Ostermorgen zu feiern. Daraufhin fand hier am Ostermorgen der erste ökumenische Gottesdienst unter freiem Himmel in den Vereinigten Staaten statt.
1912 waren schon ungefähr 3.000 Personen anwesend als Henry van Dyke sein Gedicht God of the Open Air im Gottesdienst vortrug, und in den folgenden Jahren nahmen immer mehr Menschen am Gottesdienst teil. Im Jahr 1918 wurde über den Bau eines Amphitheaters mit 10.000 Sitzen nachgedacht, diese Pläne wurden jedoch nie verwirklicht.
Auch durch die Teilnahme zahlreicher Prominenter wie der Sopranistin Marcella Craft gelangte die Veranstaltung zu nationaler und internationaler Bekanntheit. 1915 bot die Southern Pacific Railroad für den Easter Sunrise Service eine spezielle Verbindung von Los Angeles nach Riverside an; außerdem wurden Straßenbahnen eingesetzt, um Besucher aus Los Angeles, Corona, Redlands und San Bernardino zu transportieren. Mit mehr als 30.000 Teilnehmern am Gottesdienst wurde in den 1920ern das höchste Aufkommen gemessen.
Der hundertste Easter Sunrise Service fand am 12. April 2009 statt. Der Easter Sunrise Service am Mount Rubidoux wurde zum Vorbild für viele andere Gottesdienste im ganzen Land, darunter einem jährlichen im Hollywood Bowl.

## Mount Rubidoux heute

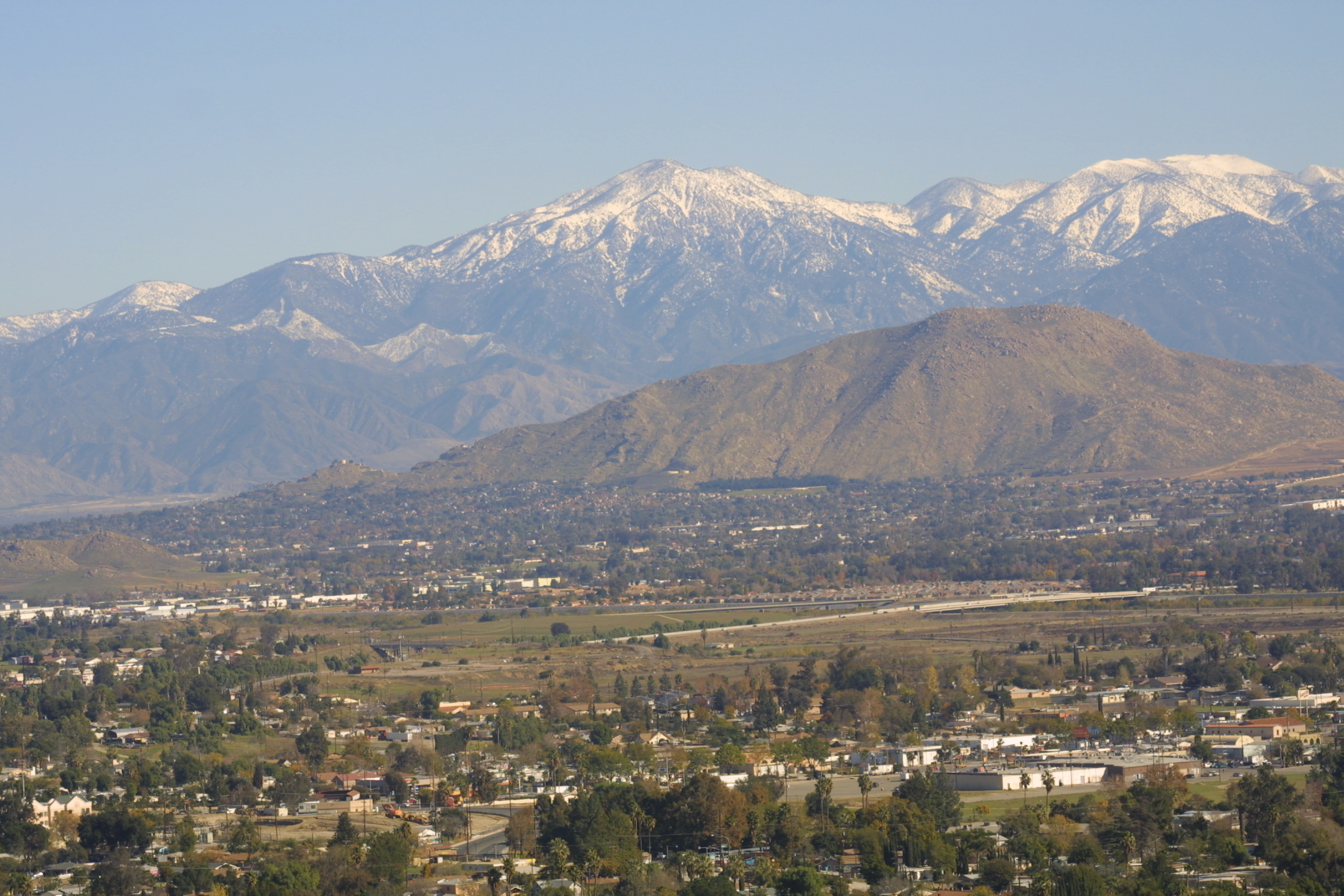
Der Mount Rubidoux von Indian Hills aus gesehen

Noch immer ist der Mount Rubidoux Wahrzeichen Riversides und ein wichtiger Ort für die Bevölkerung. Am Unabhängigkeitstag, dem 4. Juli, organisiert die Stadt traditionell ein Feuerwerk auf dem Mount Rubidoux.
Der Mount Rubidoux Park ist von der Morgen- bis zur Abenddämmerung geöffnet, bedeckt eine Fläche von 0,65 km² und bietet 5,6 km gepflasterte Straßen und mehrere Wanderwege. Für Straßenverkehr ist der Park gesperrt; Ausbesserungen im Jahr 2009 ließen aber deutlich mehr Wanderer, Jogger und Radfahrer kommen. Daneben ist der Mount Rubidoux ein beliebter Platz zum Bouldern, speziell für Anfänger. Die Straßen und Wege am Berg werden sowohl von der Stadt als auch von der gemeinnützigen Organisation Friends of Mount Rubidoux gepflegt.
Am 25. März 2013 konnten Rettungskräfte einen Mann lebendig bergen, der mehrere Tage unter einem Stein auf dem Berg eingeklemmt gewesen war.